# Johann Blum (Medailleur)
Johann Blum, auch in der Schreibweise Blohm, Blume (* um 1599 wohl in Bremen; † nach 1689) war ein deutscher Stempelschneider und Medailleur.

## Leben
Als Sohn des Bremer Goldschmieds Cordt Blum (Blohme) ist er 1641/42 in Bremen nachweisbar, 1652 wurde er an den Gottorfer Hof berufen, 1656/57–1662/64 war er Stempelschneider an der kgl. Münze Kopenhagen, daneben immer wieder auch in oder für Bremen (Rolandmedaillen) tätig. Das im Focke-Museum Bremen aufbewahrte Bildnis Blums von Johann Heimbach ist bezeichnet I.B.I (= Johan Blum incisor) aetatis 38 Anno 1637 und stellt den einzigen Anhaltspunkt für sein Geburtsjahr dar.

## Werk
Seine Medaillen sind von unterschiedlicher Qualität, auch wechselnd im Stil, was eine Zuschreibung unsignierter Stücke erschwert. Künstlerisch sind seine Medaillen nicht immer originell, motivisch orientiert er sich oft an Vorbildern von Sadeler oder Loof, bleibt dabei aber durchweg auf hohem technischen Niveau. In seinen Signaturen wählt Blum oft die ausgeschriebene hochdeutsche Namensform „Blume“. Eine fast vollständige Sammlung seiner Medaillen, die nur teilweise ausgestellt ist, befindet sich im Focke-Museum Bremen, weitere Stücke liegen im Roseliushaus Bremen, in der Kgl. Münzsammlung Kopenhagen und anderen Münzkabinetten. Signaturen: J. BLUM. FE. und I. BL.

## Medaillen und Münzen

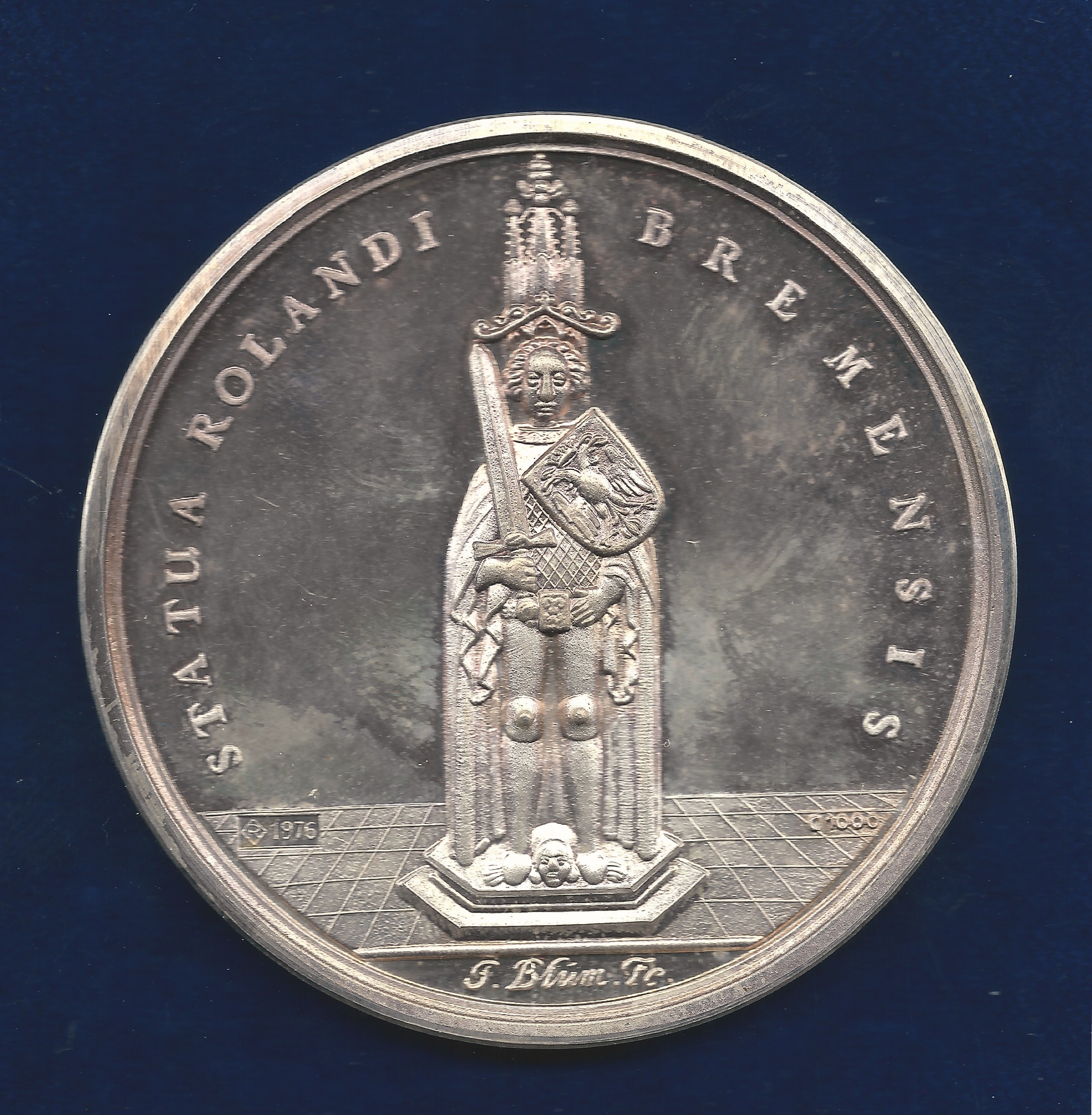
Der Bremer Roland auf einer Medaille 1648 des Bremer Medailleurs Johann Blum auf den Westfälischen Frieden

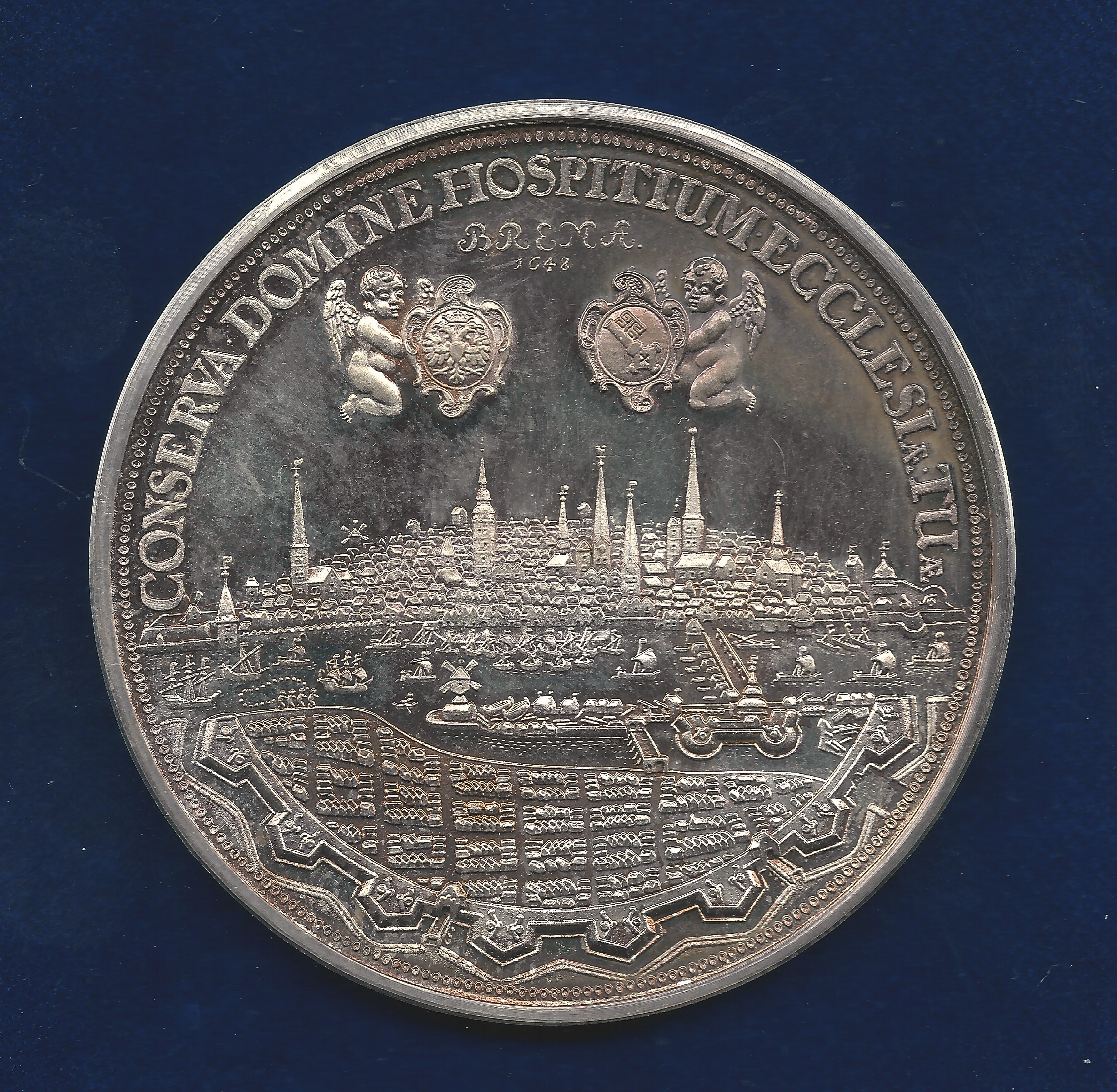
Rückseite der Bremer Medaille 1648 von Johann Blum auf den Westfälischen Frieden

- Friedensmedaillen von 1648 und 1649;
- Trauungsmedaille Wilhelm von Nassau/Maria von England 1641,
- Trauungsmedaillen von 1640, 1642, 1645 und div. undatierte;
- Medaillen auf Bremen und den Roland von 1640 und 1648;
- auf den Tod Gustav Adolfs 1632;
- auf Johann Banér, vor 1635;
- auf die Eroberung Breisachs durch Bernhard von Weimar, 1638;
- auf Christian IV., und den Frieden von Brömsebro 1645,
- auf Herzog Friedrich von Braunschweig-Lüneburg, Dompropst zu Bremen, 1646 und 1648;
- auf Friedrich III. von Dänemark (ohne Jahr);
- auf den Sturm auf Kopenhagen (1659);
- ferner lieferte Blum Stempel für verschiedene dänische Münzen